# Erich Hossenfelder

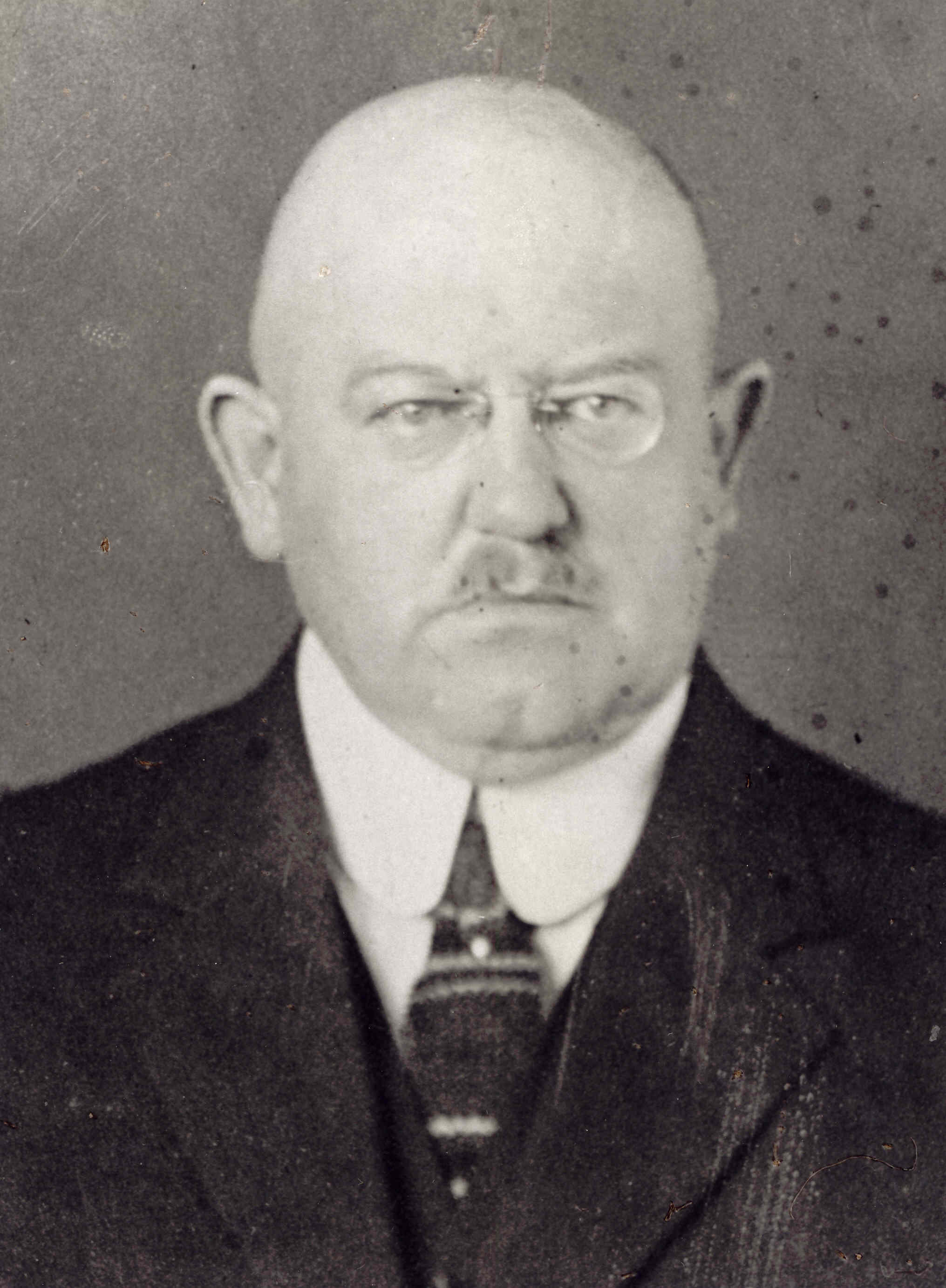
Erich Hossenfelder

Erich Hossenfelder (* 18. November 1875 in Graudenz; † 15. Februar 1935 in Berlin) war ein deutscher Konsularbeamter.

## Leben
Nach dem Abitur am Gymnasium im westpreußischen Strasburg studierte Hossenfelder Rechtswissenschaft an der Albertus-Universität Königsberg und der Universität Greifswald. Er war Mitglied des Corps Masovia (1894) und des Corps Guestfalia Greifswald (1896). Seit 1897 Referendar im preußischen Justizdienst, trat er 1904 in die konsularische Laufbahn des Auswärtigen Dienstes. Von 1906 bis 1917 war er beim Generalkonsulat New York (1910 Vizekonsul, 1912 Konsul). Bei Ausbruch des Ersten Weltkrieges, am 3. August 1914, kehrte Hossenfelder aus dem Deutschen Reich auf dem Schiff America  nach New York zurück.
Von 1917 bis 1919 beim Generalkonsulat Zürich und danach im Auswärtigen Amt, wurde er 1923 Vortragender Legationsrat. 1930 wurde er als Gesandter nach Addis Abeba geschickt. Nach seinem Einsatz bei Haile Selassie wurde er 1933 entsprechend § 6 Berufsbeamtengesetz mit 58 Jahren in den vorzeitigen Ruhestand versetzt.